# Liste der türkischen Botschafter in Usbekistan
Am 16. Dezember 1991 erkannte die türkische Regierung Süleyman Demirel als erste die usbekische Regierung von Islom Karimov an und nahm am 4. März 1992 mit ihr diplomatische Beziehungen auf.
Am 25. April 1992 wurde der türkische Botschafter in Taschkent akkreditiert. 
Am 28. April 1992 eröffneten Islom Karimov und Süleyman Demirel die Botschaft in Taschkent.
| Ernennung Akkreditierung | Botschafter            | Bemerkung | Liste der Ministerpräsidenten der Türkei | Präsident von Usbekistan | Posten verlassen |
| ------------------------ | ---------------------- | --- | ---------------------------------------- | ------------------------ | ---------------- |
| 20. März 1992            | Volkan Çotur           | (* 1. März 1938 in Istanbul) 1958: Abitur Galatasaray-Gymnasium, 1987–1988: Generalkonsul in Frankfurt, 1989–1993: Botschafter in Doha, | Süleyman Demirel                         | Islom Karimov            | 15. Apr. 1994    |
| 26. Apr. 1994            | Erdoğan Aytun          | 1974: Leiter der Abteilung bilaterale Verträge, 1982: Gesandtschaftsrat in Rom, 1989: Botschafter in Kuwait-Stadt | Tansu Çiller                             | Islom Karimov            | 19. Dez. 1996    |
| 30. Dez. 1996            | Umur Apaydın           | (* 1947) 1987: Leiter der Abteilung Europarat, 1988–1992: Generalkonsul in Frankfurt | Necmettin Erbakan                        | Islom Karimov            | 19. Dez. 2000    |
| 1. Jan. 2001             | Reşit Uman             | (* 1. April 1948 in Kadıköy) 1971: Abitur: TED Ankara College Foundation Schools, Studium der Internationalen Beziehungen an der Universität Ankara, 1973: Eintritt in den auswärtigen Dienst, 2001–2005:Botschafter in Taschkent, 2005: Leiter der Abteilung bilaterale politische Angelegenheiten, Seeschifffahrt und Luftfahrt, 2006: Leiter der Abteilung Russland, Kaukasus, 2008–2012: Botschafter in Warschau, 1. Juli 2012: Versetzung in den Ruhestand. | Bülent Ecevit                            | Islom Karimov            | 18. Dez. 2004    |
| 29. Dez. 2004            | M. Kemal Asya          | | Recep Tayyip Erdoğan                     | Islom Karimov            | 2. Jan. 2010     |
| 16. Juni 2011            | Mehmet Sertaç Sönmezay | Bis 2. Oktober 2004 Generalkonsul in Köln bei Hürth | Recep Tayyip Erdoğan                     | Islom Karimov            | 14. Feb. 2014    |
| 14. Feb. 2014            | Namık Güner Erpul      | (* 28. November 1957 in Silifke) 1983: Studium: Internationale Beziehungen Universität Ankara, 30. November 1984: Eintritt in den auswärtigen Dienst, 13. Januar 1984 – 30. Juli 1985: Türkische Streitkräfte, 2. September 1985 – 16. März 1988: Gesandtschaftssekretär dritter Klasse bei der Mission beim Europarat, 16. März 1988 – 29. August 1990: Gesandtschaftssekretär dritter Klasse in Stockholm, 29. August 1990 – 1. September 1993: Gesandtschaftssekretär zweiter Klasse in Damaskus, 1. September 1993 – 5. Oktober 1993: Gesandtschaftssekretär zweiter Klasse in der Abteilung Europa, 5. Oktober 1993 – 29. August 1995: Leiter der Abteilung Europa, 29. August 1995 – 1. Dezember 1999: Gesandtschaftssekretär erster Klasse bei der Mission bei der OSZE in Wien, 1. Dezember 1999 – 17. Juli 2000: Abteilung Rüstungskontrolle, 17. Juli 2000 – 27. August 2001: Leiter der Abteilung Rüstungskontrolle, 27. August 2001 – 1. Oktober 2004: Gesandtschaftsrat beim UN-Hauptquartier, 27. August 2001 – 1. September 2006: Gesandter in Rom, 1. September 2006 – 8. Februar 2007: Leiter der Abteilung Energie Wasser Umwelt. 8. Februar 2007 – 28. April 2008: Leiter der Abteilung Nahost, 28. April 2008 – 15. Februar 2010: Leiter der Abteilung Kultur, 15. Februar 2010 – 14. Februar 2014: Botschafter in Lima, 1. März 2011: auch in La Paz Bolivien akkreditiert. 14. Februar 2014: Botschafter in Taschkent. | Ahmet Davutoğlu                          | Islom Karimov            |                  |